# Thelypteris sericea
Thelypteris sericea là một loài thực vật có mạch trong họ Thelypteridaceae. Loài này được (J. Scott ex Bedd.) C.F. Reed miêu tả khoa học đầu tiên năm 1968.